# 日映美術
株式会社日映美術（にちえいびじゅつ）は、映画・ビデオ・放送番組などのタイトルデザイン、CGアニメーション、ロゴマークなどを制作する日本の企業。
1950年に始まった日本映画社の人員整理と再編の過程で、元スタッフの集団として日映新社本社ビルの屋上の建物を拠点に創業した。株式会社としての設立は、1959年。1980年、映画タイトルデザインに携わってきた赤松 陽構造（あかまつ ひこぞう、1948年 - ）が代表取締役に就任。
映画のタイトルデザイン、CGアニメーションなどを制作する他に、企業やイベント、製品、ブランドのロゴマークデザインも行っている。
2014年4月 - 8月には、東京国立近代美術館フィルムセンターにて「赤松陽構造と映画タイトルデザインの世界」が開かれた。

## 主なタイトルデザイン
「ヴィヨンの妻 〜桜桃とタンポポ〜」、「真夏のオリオン」、「夕凪の街 桜の国」、「ゆきゆきて神軍」、「東京裁判」、「Shall we ダンス?」、「HANA-BI」、「象の背中」、「どろろ」、「13階段」、「それでもボクはやってない」、「スウィングガールズ」、「ウォーターボーイズ」「うなぎ」、「地下鉄に乗って」、「紙屋悦子の青春」、「ゲルマニウムの夜」、「TOMORROW 明日」、「父と暮せば」、「タカダワタル的」、「黄泉がえり」、「美しい夏キリシマ」、「Dolls」、「BROTHER」 、「卓球温泉」、「菊次郎の夏」、「がんばっていきまっしょい」、「キッズ・リターン」、「ラヂオの時間」、「タロウのバカ」、「MOTHER マザー」など。